# طلوع و غروب تورا-سان
طلوع و غروب خورشید تورا-سان (به ژاپنی: 男はつらいよ 寅次郎夕焼け小焼け, Otoko wa Tsurai yo: Torajirō Yūyake Koyake) (به انگلیسی: Tora-san's Sunrise and Sunset) یک فیلم کمدی به کارگردانی یوجی یامادا است که در سال ۱۹۷۶ منتشر شد. از بازیگران آن می‌توان به کیوشی آتسومی و کیواکو تایچی اشاره کرد. طلوع و غروب خورشید توراسان هفدهمین فیلم از مجموعه محبوب اوتوکو وا تسورای یو یا تورا-سان است.

## خلاصه
تورا سان در طول سفر خود با «ایکنوشی»، پیرمرد مستی که به نظر او فقیر و بی خانمان است، ملاقات می‌کند. تورا سان پیرمرد را به خانه عمویش تورایا می‌برد. پیرمرد هنگامی که از خواب بیدار می‌شود، ایکنوشی شروع به دستور دادن به خانواده توراسان می‌کند و به شیوه ای اقتدارگرایانه رفتار می‌کند. تورا سان دوباره در جاده با «بوتان»، گیشا ملاقات می‌کند که پس‌انداز زندگی خود را به خاطر یک مشتری کلاه‌بردار که پول از او قرض گرفته از دست داده‌است. او و همسایه خانواده اش مصمم هستند که به او کمک کنند. بعداً مشخص شد که «ایکنوشی» یک نقاش هنرمند مشهور است و نقاشی ای که در طی چند دقیقه برای تورا سان کشیده‌است به قیمت ۷۰۰۰۰ ین خریدار دارد.

## ارزیابی انتقادی
طلوع و غروب تورا سان سومین برنده برتر باکس آفیس ژاپن در سال ۱۹۷۶ بود.مجله فیلم آکادمیک ژاپنی کینما جونپو] آن را دومین فیلم برتر ژاپنی سال معرفی کرد. برای بازی در فیلم کیواکو تایچی بهترین بازیگر نقش مکمل زن در هر دو عنوان مراسم جایزه فیلم هوچی و جوایز کینما جونپو شد. استوارت گالبریث چهارم «طلوع و غروب خورشید تورا-سان» را به عنوان یکی از بهترین‌های مجموعه «اوتوکو و تسورای یو» قضاوت می‌کند که از اجرای ستاره‌های مهمان کیواکو تایچی و جوکیچی اونو جدا می‌شود. سایت آلمانی زبان molodezhnaja به طلوع و غروب تورا سان سه و نیم ستاره از پنج ستاره می‌دهد.